# Ismail Mačev
Ismail Mačev, cirill írással: Исмаил Мачев (Szkopje, 1960. január 3. – Belgrád, 2019. január 21.) jugoszláv-macedón atléta, rövidtávfutó, olimpikon.

## Pályafutása
Az 1987-es mediterrán játékokon ezüstérmet szerzett 400 méteres síkfutásban a szíriai Latakiában. Részt vett az 1988-as szöuli olimpián. Két világbajnokságon versenyzett: az 1987-es rómain és az 1991-es tokiói. Utóbbin 4 × 400 m váltóban a negyedik helyen végzett társaival.

## Nemzetközi versenyei
| Év                    | Verseny                        | Helyszín              | Helyezés              | Versenyszám           | Eredmény              |
| Jugoszlávia színeiben | Jugoszlávia színeiben          | Jugoszlávia színeiben | Jugoszlávia színeiben | Jugoszlávia színeiben | Jugoszlávia színeiben |
| --------------------- | ------------------------------ | --------------------- | --------------------- | --------------------- | --------------------- |
| 1982                  | Európa-bajnokság               | Athén, Görögország    | 10th (előfutam)       | 4 × 400 m váltó       | 3:08.44               |
| 1983                  | Mediterrán játékok             | Casablanca, Marokkó   | 6.                    | 400 m                 | 46.27                 |
| 1986                  | fedett pályás Európa-bajnokság | Madrid, Spanyolország | 4. (elődöntő)         | 400 m                 | 47.78                 |
| 1986                  | Európa-bajnokság               | Stuttgart, NSZK       | 22. (előfutam)        | 400 m                 | 47.52                 |
| 1987                  | fedett pályás Európa-bajnokság | Liévin, Franciaország | 12. (elődöntő)        | 400 m                 | 48.15                 |
| 1987                  | Universiade                    | Zágráb, Jugoszlávia   | 6.                    | 400 m                 | 46.17                 |
| 1987                  | Universiade                    | Zágráb, Jugoszlávia   | 2.                    | 4 × 400 m váltó       | 3:03.95               |
| 1987                  | Világbajnokság                 | Róma, Olaszország     | 29. (selejtező)       | 400 m                 | 46.54                 |
| 1987                  | Világbajnokság                 | Róma, Olaszország     | 10. (elődöntő)        | 4 × 400 m váltó       | 3:03.30               |
| 1987                  | Mediterrán játékok             | Latakia, Szíria       | 2.                    | 400 m                 | 46.23                 |
| 1988                  | Olimpiai játékok               | Szöul, Dél-Korea      | 20. (előfutam)        | 400 m                 | 46.37                 |
| 1988                  | Olimpiai játékok               | Szöul, Dél-Korea      | 5. (elődöntő)         | 4 × 400 m váltó       | 3:01.59               |
| 1990                  | Európa-bajnokság               | Split, Jugoszlávia    | 5.                    | 4 × 400 m váltó       | 3:02.46               |
| 1991                  | Mediterrán játékok             | Athén, Görögország    | 2.                    | 4 × 400 m váltó       | 3:03.74               |
| 1991                  | Világbajnokság                 | Tokió, Japán          | 4.                    | 4 × 400 m váltó       | 3:00.32               |

## Egyéni legjobbjai
Szabadtéri
- 200 méter – 21.5 (Szkopje 1981)
- 400 méter – 45.83 (Ljubljana 1987)
- 800 méter – 1:47.46 (Szarajevó 1988)

Fedett pályás
- 200 méter – 22.05 (Budapest 1987)
- 400 méter – 47.11 (Budapest 1990)